# Rurange-lès-Thionville
Rurange-lès-Thionville (deutsch Rörchingen, lothringisch Rurchéngen) ist eine französische Gemeinde mit 2349 Einwohnern (Stand 1. Januar 2022) im Département Moselle in der Region Grand Est (bis 2015 Lothringen).
Kloster Villers-Bettnach

## Geografie
Die Gemeinde Rurange-lès-Thionville liegt etwa elf Kilometer südöstlich von Thionville. Zur Gemeinde gehören seit 1812 auch die beiden südlich gelegenen Dörfer Logne (Leiserhof) und Montrequienne (Monterchen).

## Geschichte
Der Ort wurde 1179 erstmals als Runeringa erwähnt und gehört seit 1661 zu Frankreich.
Ende des 19. Jahrhunderts wurde in Montrequienne nur Französisch respektive Patois gesprochen. Allerdings war in der Gemeinde 1887 noch ein Kreuz mit deutscher Inschrift von 1673 vorhanden. Daraus kann geschlossen werden, dass der Ort im 17. Jahrhundert noch auf der deutschen Seite der Sprachgrenze lag.
Das Gemeindewappen zeigt die ehemaligen Herren von Rurange: die Rauten der Herren von Distroff und die Adlerfänge der Abtei Villers-Bettnach.

### Bevölkerungsentwicklung
| Jahr      | 1962 | 1968 | 1975 | 1982 | 1990 | 1999 | 2007 | 2019 |
| Einwohner | 352  | 553  | 742  | 1044 | 1560 | 1630 | 2051 | 2431 |

## Sehenswürdigkeiten

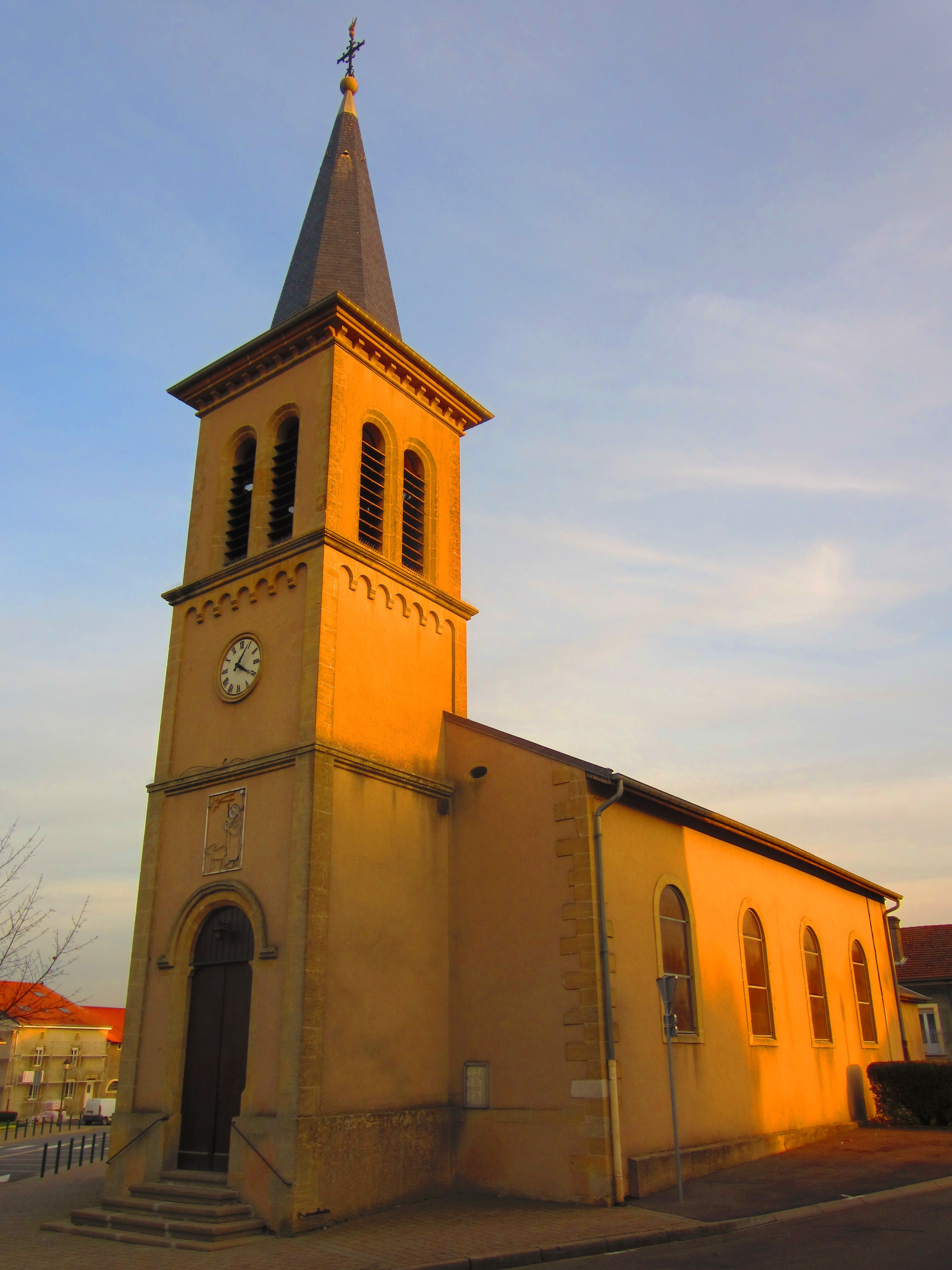
Kirche St. Martin
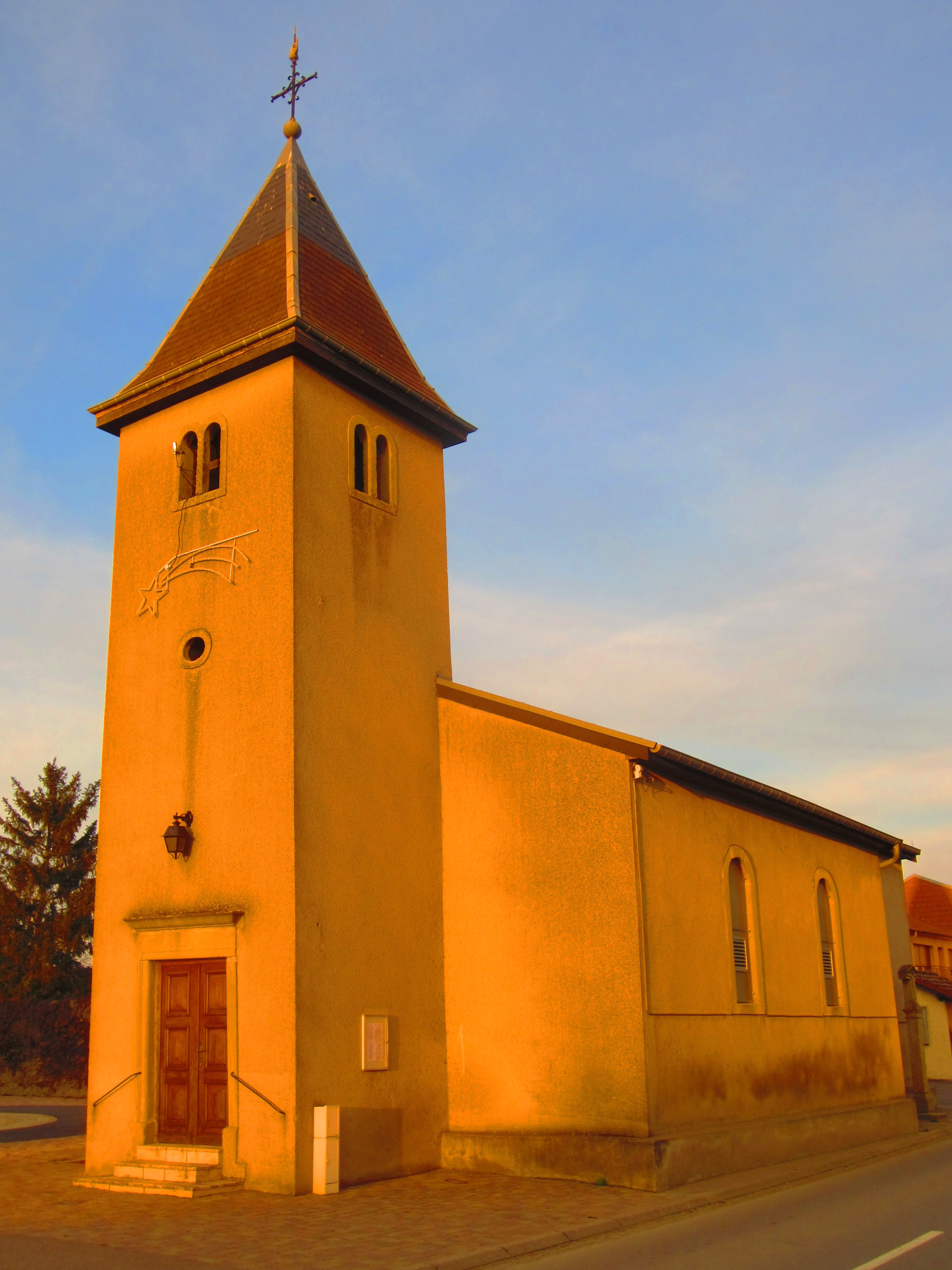
Kapelle St. Laurentius im Ortsteil Montrequienne
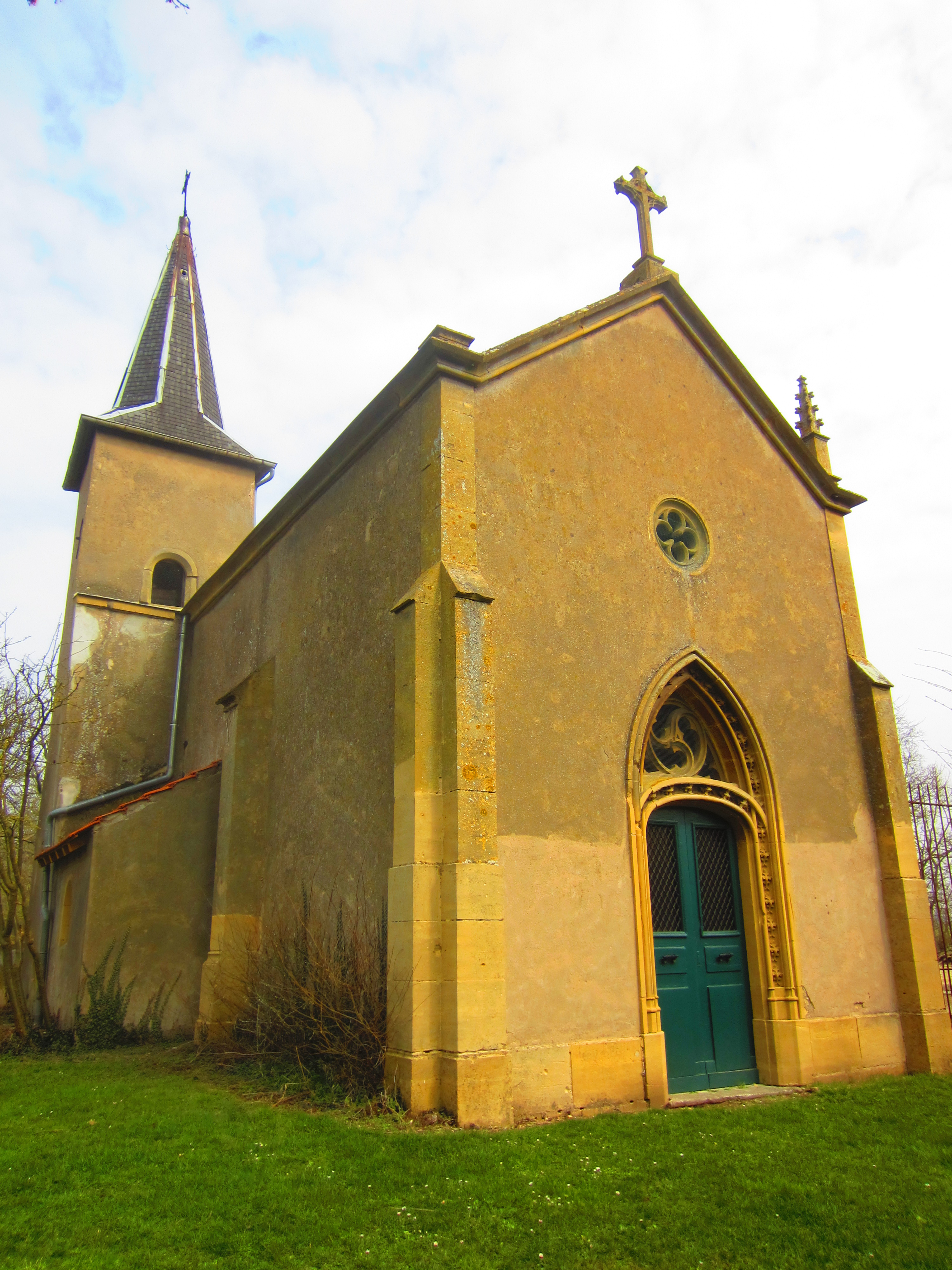
Schlosskapelle im Ortsteil Logne

- Kirche St. Martin
- Kapelle St. Laurentius
- Schlosskapelle

## Belege
1. ↑  Constant This: Die deutsch-französische Sprachgrenze in Lothringen. Heitz & Mündel, Straßburg 1887, S. 17.
2. ↑  Wappenbeschreibung auf genealogie-lorraine.fr (französisch)